# Anolis wermuthi
Anolis wermuthi (аноліс Вермута) — вид ігуаноподібних ящірок родини анолісових (Dactyloidae). Мешкає в Центральній Америці.

## Поширення і екологія
Аноліси Вермута мешкають у високогір'ях Нікарагуа та крайнього південно-східного Гондурасу. Вони живуть у вологих гірських тропічних лісах і хмарних лісах, на висоті від 1000 до 1802 м над рівнем моря.

## Збереження
МСОП класифікує цей вид як такий, що перебуває під загрозою зникнення. Anolis wermuthi загрожує знищення природного середовища.